# Magazin (Kurland)
Das Magazin war eine Publikation, die in Mitau im Gouvernement Kurland des Russischen Kaiserreiches erschien. Herausgeber war die Lettisch-Literärische Gesellschaft.

## Bibliographie
- Erster Band, Mitau 1829, J. F. Steffenhagen und Sohn
  - Erstes Stück, 1828
  - Drittes Stück, 1829, mit Chronik und Mitgliederverzeichnis
- Zweiter Band, Mitau 1830
- Dritter Band, Mitau 1831
- Vierter Band, Mitau 1834, J. F. Steffenhagen und Sohn
  - Erstes Stück 1832
  - Zweites Stück 1833
  - Drittes Stück 1834
- Fünfter Band, Mitau 1837, J. F. Steffenhagen und Sohn[1];
  - Erstes und zweites Stück 1835; S. 232 ff enthält Angaben zur Chronik der Lettisch-Literärischen Gesellschaft inklusive Verzeichnis der Mitglieder
  - Drittes Stück: Erste Abteilung 1836, Zweite Abteilung 1837
- Sechster Band, Mitau 1838[2] ; enthält „Über den Ursprung der lettischen Sprache“
- Siebenter Band, Riga 1844, Müllersche Buchdruckerei[3]
- Achter Band, 1844
- Neunter Band, 1848
- Dreizehnter Band, 1866
  - Erstes Stück, 1863
  - Zweites Stück, 1865
  - Drittes Stück, 1866, enthält Bericht über die Steinringe von Groß-Autz-Elisenhof und den Götzenberg am Sebbersee, von Pastor A. Bielenstein[4], J. F. Steffenhagen und Sohn
- Vierzehnter Band
  - Erstes Stück, 1868, enthält Zum Gedächtniß des verstorbenen Pastor Schulz zu Mitau, vorgetragen in der Versammlung der Lettisch-Literärischen Gesellschaft 1866 (S. 1–8), Beiträge zur Mythologie der lett. Völker
  - Zweites Stück, 1869, enthält Die altlettischen Burgberge Kurlands. Von A. Bielenstein
  - Drittes Stück, 1869
- Fünfzehnter Band
  - Erstes Stück, 1872, enthält Etwas zur Geschichte der lett. Zeitschriften älterer und neuerer Zeit, insbesondere der Latw. awises, von A. Doebner.
  - Zweites Stück, 1873, enthält Bericht über die Heidenburgen an der livl. Aa. Von A. Bielenstein
  - Drittes Stück, 1874
  - Viertes Stück, 1877
- Sechzehnter Band,
  - Erstes Stück, 1879
  - Zweites Stück, 1881
  - Drittes Stück, 1832
- Siebzehnter Band
  - Erstes Stück, 1883
  - Zweites Stück, 1885
- Achtzehnter Band. Mitau 1887, 288 Seiten
- Zwanzigster Band,
  - 1. Stück, 1897
  - 2. Stück, 1901
  - 3. Stück, 1905